# Wolfgang Hölscher
Wolfgang Hölscher (* 13. Februar 1954 in Rüthen) ist ein deutscher Historiker.

## Studium und Werdegang
Hölscher hat Mittlere und Neuere Geschichte sowie Politikwissenschaft an der Universität Münster studiert. Nach dem Magisterexamen 1981 war er Mitarbeiter im Institut für vergleichende Städtegeschichte in Münster. 1984 zum Dr. phil. promoviert, wechselte er im selben Jahr zur Kommission für Geschichte des Parlamentarismus und der politischen Parteien (KGParl) in Bonn/Berlin und 1990 zum Institut für Zeitgeschichte (Außenstelle im Auswärtigen Amt). Dort war er am Aufbau des Editionsprojekts Akten zur Auswärtigen Politik der Bundesrepublik Deutschland beteiligt.
1994 übernahm Hölscher erneut eine Mitarbeiterstelle bei der KGParl. Schwerpunktmäßig war er zuständig für den Forschungsbereich Editionen, insbesondere das Online-Editionsprogramm Fraktionen im Deutschen Bundestag 1949–1990.

## Veröffentlichungen
- Kirchenschutz als Herrschaftsinstrument. Personelle und funktionale Aspekte der Bistumspolitik Karls IV., Warendorf 1985.
- (Bearb. mit Heinz Stoob und Friedrich Bernward Fahlbusch) Urkunden zur Geschichte des Städtewesens in Mittel- und Niederdeutschland bis 1350, Köln/Wien 1985.
- (Bearb.) Nordrhein-Westfalen. Deutsche Quellen zur Entstehungsgeschichte des Landes 1945/46, Düsseldorf 1988.
- (Bearb.) Die SPD-Fraktion im Deutschen Bundestag. Sitzungsprotokolle 1957–1961, Düsseldorf 1993.
- (Bearb. mit Daniel Kosthorst) Akten zur Auswärtigen Politik der Bundesrepublik Deutschland. 1964, 2 Halbbände, München 1995.
- (Bearb.) Der Auswärtige Ausschuss des Deutschen Bundestages. Sitzungsprotokolle 1949–1953, 2 Halbbände, Düsseldorf 1998.
- (Bearb.) Der Auswärtige Ausschuss des Deutschen Bundestages. Sitzungsprotokolle 1953–1957, 2 Halbbände, Düsseldorf 2002.
- (Bearb.) Der Auswärtige Ausschuss des Deutschen Bundestages. Sitzungsprotokolle 1961–1965, 2 Halbbände mit einer CD-ROM, Düsseldorf 2004.
- (Bearb. mit Joachim Wintzer) Der Auswärtige Ausschuss des Deutschen Bundestages. Sitzungsprotokolle 1969–1972, 2 Halbbände mit einer CD-ROM, Düsseldorf 2007.
- (Bearb. mit Joachim Wintzer) Der Auswärtige Ausschuss des Deutschen Bundestages. Sitzungsprotokolle 1972–1976, 2 Halbbände mit einer CD-ROM, Düsseldorf 2010.
- (Bearb. mit Joachim Wintzer) Der Auswärtige Ausschuss des Deutschen Bundestages. Sitzungsprotokolle 1976–1980, 2 Halbbände mit einer CD-ROM, Düsseldorf 2013.
- (Bearb. mit Paul Kraatz) Die Grünen im Bundestag. Sitzungsprotokolle und Anlagen 1987–1990, 2 Halbbände mit einer CD-ROM, Düsseldorf 2015.